# Julio Cesar Cedillo
Julio César Cedillo (Durango, 1970) è un attore statunitense di origini messicane.

## Biografia
Cedillo è nato e cresciuto a Durango, Messico. Nel 1988 si diplomò alla Dunbar High School a Fort Worth. Apparve in alcune produzioni cinematografiche importanti degli anni novanta, fra cui Bella, pazza e pericolosa (1993). Nel 2000 prese parte al film Passione ribelle.  Altri film in cui ha lavorato sono Un sogno, una vittoria (2002), Tutta colpa di Sara (2002), The Life of David Gale (2003) e Alamo - Gli ultimi eroi (2004).

## Filmografia

### Cinema
- Bella, pazza e pericolosa (Hexed), regia di Alan Spencer (1993)
- Un colpo da dilettanti (Bottle Rocket), regia di Wes Anderson (1996)
- Passione ribelle (All the Pretty Horses), regia di Billy Bob Thornton (2000)
- Un sogno, una vittoria (The Rookie), regia di John Lee Hancock (2002)
- Tutta colpa di Sara (Serving Sara), regia di Reginald Hudlin (2002)
- The Life of David Gale, regia di Alan Parker (2003)
- Alamo - Gli ultimi eroi (The Alamo), regia di John Lee Hancock (2004)
- Le tre sepolture (The Three Burials of Melquiades Estrada), regia di Tommy Lee Jones (2005)
- Bordertown, regia di Gregory Nava (2006)
- The Mist, regia di Frank Darabont (2007)
- L'occhio del ciclone - In the Electric Mist (In the Electric Mist), regia di Bertrand Tavernier (2009)
- Cowboys & Aliens, regia di Jon Favreau (2011)
- Mission Park (Line of Duty), regia di Bryan Ramirez (2013)
- Sicario, regia di Denis Villeneuve (2015)
- The Black Demon, regia di Adrian Grünberg (2023)
- A Million Miles Away, regia di Alejandra Marquez Debella (2023)

### Televisione
- Belle e pericolose (Dangerous Curves) – serie TV, episodio 1x03 (1992)
- Walker Texas Ranger  – serie TV, episodi 4x11-5x04-8x12 (1995-1999)
- Wishbone, il cane dei sogni (Wishbone) – serie TV, 7 episodi (1996-1999)
- To Serve and Protec] – miniserie TV, 1 puntata (1999)
- Wire in the Blood – serie TV, episodio 6x00 (2008)
- Prison Break – serie TV, episodi 3x09-3x12-3x13 (2008)
- Drop Dead Diva – serie TV, episodio 1x06 (2009)
- Exposed – serie TV, 7 episodi (2010)
- La strana coppia (The Good Guys) – serie TV, episodio 1x07 (2010)
- Chase  – serie TV, episodio 1x09 (2010)
- The Walking Dead – serie TV, episodi 3x03-3x08 (2012)
- The Bridge – serie TV, 4 episodi (2014)
- NCIS: New Orleans – serie TV, episodio 2x02 (2015)
- Regina del Sud (Queen of the South) – serie TV, 5 episodi (2016-2017)
- Narcos: Messico (Narcos: Mexico) – serie TV, 11 episodi (2018-2020)
- Coyote – serie TV, 6 episodi (2021)

## Doppiatori italiani
Nelle versioni in italiano delle opere in cui ha recitato, Julio Cesar Cedillo è stato doppiato da:
- Pasquale Anselmo in Prison Break, The Black Demon
- Diego Suarez in Le tre sepolture
- Eugenio Marinelli in Bordertown
- Riccardo Scarafoni in L'occhio del ciclone - In the Electric Mist
- Stefano Alessandroni in The Walking Dead
- Antonio Amoruso in Mission Park
- Francesco Prando in Sicario
- Gerolamo Alchieri in Regina del sud
- Massimo Lodolo in Narcos: Messico
- Dario Oppido in Coyote
- Stefano Thermes in A Million Miles Away
- Maurizio Fiorentini in Bosch: L'eredità